# Aarau (distrikt)
Aarau är ett distrikt i den schweiziska kantonen Aargau i Schweiz. Huvudorten är Aarau söder om Jurabergen.

## Geografi
Distriktet har en total yta på 104 kvadratkilometer. 

## Demografi
I distriktet Aarau bor det 74 350 den 31 december 2014. 

### Indelning
Aarau är indelat i 12 kommuner:
- Aarau
- Biberstein
- Buchs
- Densbüren
- Erlinsbach
- Gränichen
- Hirschthal
- Küttigen
- Muhen
- Oberentfelden
- Suhr
- Unterentfelden